# August von Gonzenbach

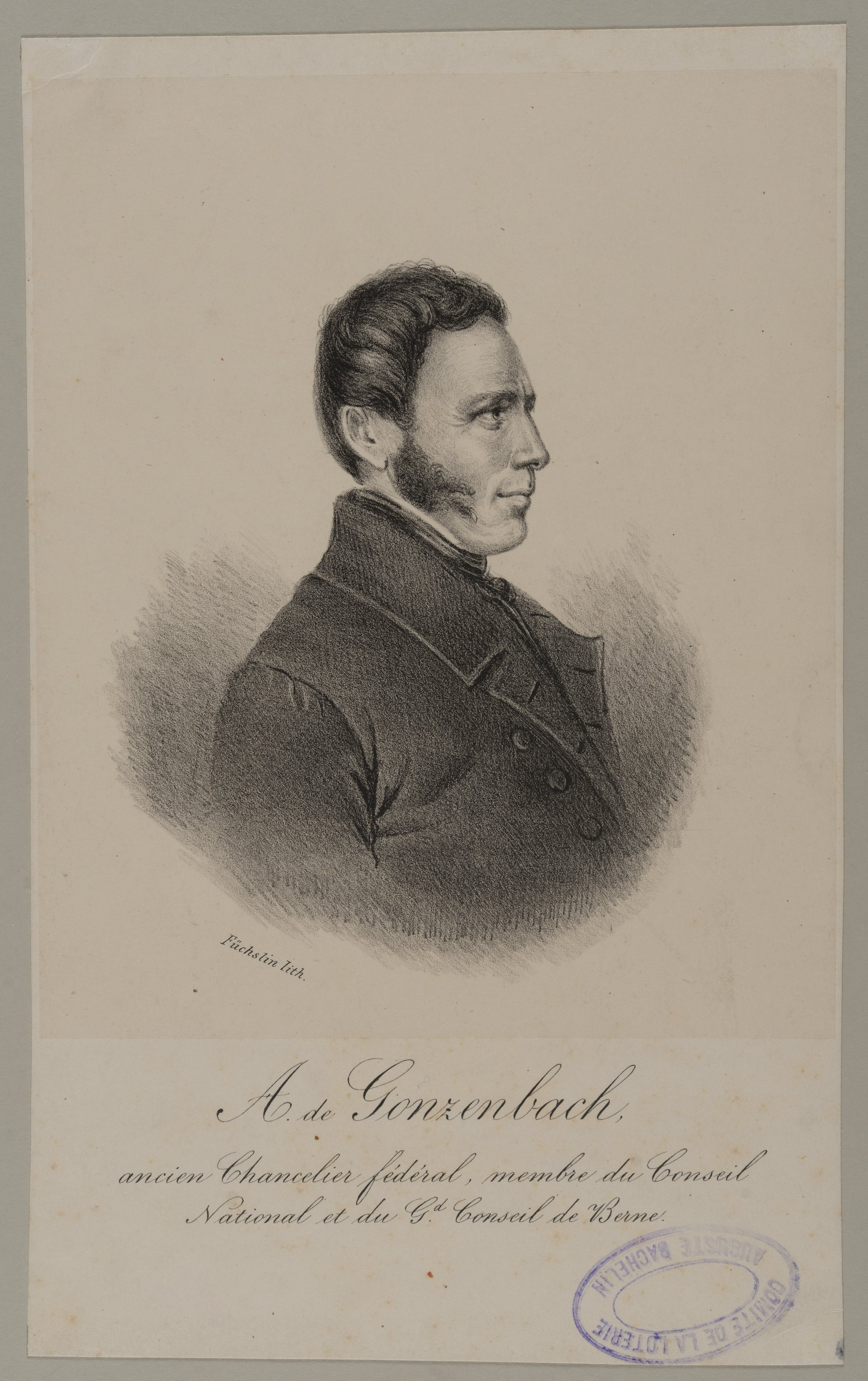
August von Gonzenbach (ca. 1840)

August von Gonzenbach (* 12. Mai 1808 in St. Gallen; † 29. September 1887 in Muri bei Bern) war ein Schweizer Politiker und Historiker. Von 1852 bis 1860 und von 1866 bis 1875 gehörte er dem Nationalrat an.

## Biografie
Er war ein Sohn des wohlhabenden Kaufmanns Carl August Gonzenbach, dem späteren Stadtpräsidenten von St. Gallen; sein Bruder war der spätere Kaufmann und Politiker Carl Emil Viktor von Gonzenbach. Ab 1818 besuchte von Gonzenbach das Erziehungsinstitut von Philipp Emanuel von Fellenberg in Hofwil bei Münchenbuchsee, zu seinen Mitschülern gehörte Wilhelm Vischer-Bilfinger. 1824 wechselte er ans Gymnasium in St. Gallen, ab 1826 studierte er Recht an den Universitäten Basel und Jena. Während seines Studiums wurde er 1830 Mitglied der Jenaischen Burschenschaft/Arminia. Das Mitglied der Zofingia promovierte im Jahr 1831 und war daraufhin Staatsanwalt im Kanton St. Gallen. 1833 wurde er in den St. Galler Grossen Rat gewählt und von diesem an die in Zürich versammelte Tagsatzung entsandt. Am 15. Oktober 1833 wählte die Tagsatzung von Gonzenbach zum eidgenössischen Staatsschreiber und damit zum direkten Untergebenen von Bundeskanzler Josef Franz Karl Amrhyn.
Von Gonzenbach gab sein Grossratsmandat auf, verlegte seinen Wohnsitz in den Kanton Bern und erwarb das Landgut Aarwyl in Muri bei Bern. In der Folge war er bei zahlreichen historischen Ereignissen mit der Ausarbeitung der wichtigsten Protokolle und Aktenstücke der Eidgenossenschaft betraut, beispielsweise während des Züriputsches von 1839, des Aargauer Klosterstreits von 1841 und den Auseinandersetzungen um den Sonderbund ab 1845. Während dieser Zeit veröffentlichte von Gonzenbach mehrere historische und handelsrechtliche Abhandlungen, in denen er sich als Anhänger des Freihandels zu erkennen gab. Aufgrund seiner konservativen Gesinnung geriet er zunehmend unter Druck der radikalliberalen Tagsatzungsgesandten und wurde im Juni 1847 nicht wiedergewählt.
1850 wurde von Gonzenbach in den Berner Grossen Rat gewählt, dem er bis 1874 angehörte. Im Kantonsparlament galt er als einer der führenden Vertreter der Konservativen. 1851 verfasste er den Untersuchungsbericht der Kommissionsmehrheit zur «Schatzgeldaffäre». Darin kam er entgegen der Meinung der radikalen Kommissionsminderheit zum Schluss, der Berner Staatsschatz sei 1798 tatsächlich von den Franzosen und nicht von den Patriziern entwendet worden. Im Militär hatte von Gonzenbach zuletzt den Rang eines Oberstleutnants, später amtierte er als Oberauditor.
Von Gonzenbach hatte bei den ersten Nationalratswahlen im Oktober 1848 erfolglos im Kanton St. Gallen kandidiert, ebenso drei Jahre später. Bei einer Nachwahl im Januar 1852 im Wahlkreis Bern-Mittelland gelang ihm schliesslich der Einzug in den Nationalrat. Bei den Nationalratswahlen 1860 verlor er sein Mandat, im Februar 1866 gewann er erneut eine Nachwahl in Bern-Mittelland. Er sprach sich für den Eisenbahnbau durch private Gesellschaften aus, ebenso für die Rechtsvereinheitlichung. Obwohl er selbst reformiert war, stellte er sich während des Kulturkampfs auf die Seite der Katholisch-Konservativen. Als er 1875 von Papst Pius IX. zu einer Audienz empfangen wurde, sorgte dies für viel Aufsehen, bei den Wahlen im Oktober desselben Jahres verlor er sein Mandat endgültig.
Von Gonzenbach widmete sich daraufhin verstärkt historischen Studien und war von 1876 bis 1882 Präsident des Historischen Vereins des Kantons Bern. Besondere Aufmerksamkeit erfuhr seine 1880 erschienene Biografie über General Johann Ludwig von Erlach.

## Werke
- Darstellung der Handelsverhältnisse zwischen der Schweiz und Frankreich im Jahre 1840 (1842) Google Digitalisat
- Ueber die Handelsverhältnisses zwischen der Schweiz und den deutschen Zollvereinsstaaten während des Jahres 1840, Luzern 1845 Google Digitalisat
- Ueber die englische Tarifreform (1846)
- Darstellung der Handelsverhältnisse zwischen der Schweiz und Oesterreich in den Jahren 1840 und 1845 (1847) Google Digitalisat
- Beiträge zur Erklärung der Einverleibung eines Theils von Savoyen in die schweizerische Neutralität (1859)
- Die schweizerische Abordnung an den Friedenscongreß in Münster und Osnabrück (1879)
- Der General Hans Ludwig von Erlach von Castelen, ein Lebens- und Charakterbild aus den Zeiten des dreißigjährigen Krieges (1880)
- Ueber die Nechtsbeständigkeit des Schiedsrichterspruches von Lausanne vom 30. October 1564 (1886)